# Marcin Zych
Marcin Zych (ur. 1973) – polski botanik, profesor nauk ścisłych i przyrodniczych, dyrektor Ogrodu Botanicznego Uniwersytetu Warszawskiego. 

## Kariera naukowa
W 1997 r. ukończył studia magisterskie w zakresie ekologii na Uniwersytecie Warszawskim. 29 września 2003 r. uzyskał na Wydziale Biologii UW stopień doktora nauk biologicznych w dyscyplinie biologia na podstawie pracy Biologia zapylania i pozycja filogenetyczna dwóch podgatunków barszczu zwyczajnego (Heracleum sphondylium L.), której promotorem był Krzysztof Spalik. 26 maja 2014 uzyskał na tym samym wydziale stopień doktora habilitowanego w tej samej dyscyplinie na podstawie dorobku naukowego i rozprawy Biologia zapylania wybranych zoogamicznych gatunków z Polskiej Czerwonej Księgi Roślin. 25 kwietnia 2022 r. otrzymał tytuł naukowy profesora (tzw. profesurę belwederską). 
W kadencji 2024-2028 wszedł w skład Senatu Uniwersytetu Warszawskiego. 
Członek Rady Redakcyjnej "Acta Agrobotanica", Rady Naukowej PAN Ogrodu Botanicznego - Centrum Zachowania Różnorodności Biologicznej w Powsinie, Państwowej Rady Ochrony Przyrody oraz Komitetu Biologii Organizmalnej PAN. 
W 2022 r. otrzymał (wraz z dr inż. Katarzyną Roguz) Medal im. Władysława Szafera przyznawany przez Polskie Towarzystwo Botaniczne.  